# Mount Margaret
Mount Margaret är en kulle i Belize. Den ligger i distriktet Cayo, i den centrala delen av landet, 28 km sydost om huvudstaden Belmopan. Toppen på Mount Margaret är 840 meter över havet.